# Franz von Werra
Franz Xaver Baron von Werra (* 13. Juli 1914 in Leuk, Schweiz; † 25. Oktober 1941 nördlich von Vlissingen, Niederlande) war ein deutsch-schweizerischer Luftwaffenoffizier und Jagdflieger im Zweiten Weltkrieg. Bekanntheit erlangte er vor allem durch seine Flucht aus britischer Kriegsgefangenschaft, die nach dem Krieg in dem britischen Spielfilm Einer kam durch mit Hardy Krüger in der Hauptrolle geschildert wurde.

## Leben
Franz von Werra wurde als siebtes von acht Kindern einer Schweizer Adelsfamilie im Kanton Wallis geboren. Sein Vater war der Notar Leo Baron von Werra und seine Mutter war Henriette, geborene von Wolff. Aufgrund finanzieller Schwierigkeiten wurden Franz (im Alter von 15 Monaten) und seine Schwester Emma-Charlotte zur Adoption freigegeben. Sie kamen in die kinderlose Familie des preußischen Majors Oswald Carl und dessen (jüdischstämmiger, zum Katholizismus konvertierter) Ehefrau Louisa Baronin von Haber nach Deutschland. Dort erlebte er seine Kindheit zunächst in der Villa Donaueck (heute Haus Maria Trost) in Beuron. Im Jahre 1925 siedelte die Familie nach Köln über. Doch 1932 war auch diese Familie finanziell ruiniert; die Adoptiveltern trennten sich. Franz von Werra versuchte, als blinder Passagier auf dem Frachtschiff Niederwald über Hamburg nach Amerika zu gelangen, wurde aber entdeckt. Als er erfuhr, dass er als Kleinkind adoptiert worden war, nahm er als 18-Jähriger seinen Geburtsnamen wieder an. Er verließ das Gymnasium und besuchte, nach verschiedenen Gelegenheitsarbeiten, im Sommer 1933 die Sportschule der SA in Hamm. 1934 wurde er zum SA-Führer ernannt und benötigte den Ariernachweis. Durch seine Recherchen (der Pfarrer von Sankt Stephan in Leuk stellte ihm schriftliche Ahnen-Nachweise aus) erfuhr Franz von Werra Einzelheiten seiner biologischen Familie.

### Militärische Laufbahn
Mit Beginn des Aufbaus der Wehrmacht meldete er sich als Offizieranwärter zur Luftwaffe und wurde in der Fliegerschule bei Berlin ausgebildet. 1936 wurde er zum Leutnant befördert. Bei Kriegsbeginn war er bereits mit einer Staffel (I. Gruppe/JG 1) Messerschmitt Bf 109-Jäger in Polen im Einsatz. Im darauf folgenden Frankreichfeldzug in der II. Staffel des Jagdgeschwader 3 gelangen ihm seine ersten Luftsiege, indem er mit seiner Bf 109 zwei französische Bomber abschoss. Dafür erhielt er wenige Tage später das Eiserne Kreuz II. Klasse und im selben Jahr auch das der I. Klasse. Am 14. Dezember 1940 wurde er mit dem Ritterkreuz des Eisernen Kreuzes ausgezeichnet. Die Kriegsberichterstattung wurde auf ihn aufmerksam. Nach dem Frankreichfeldzug wurde er in den Stab der II. Gruppe/JG 53 berufen, am 1. August 1940 zum Oberleutnant befördert und Adjutant der II. Gruppe des Jagdgeschwaders 53. Am 5. September 1940 wurde Franz von Werra während eines Einsatzes in der Luftschlacht um England nahe Winchet Hill südlich von London abgeschossen und kam nach der Notlandung in britische Kriegsgefangenschaft.
Bilder seiner abgeschossenen Bf 109 E-4 zeigen 13 bestätigte Luftsiege.

### Flucht
Als Kriegsgefangener wurde Franz von Werra nach London gebracht, dort zunächst verhört und wenige Wochen später in das Kriegsgefangenenlager Grizedale Hall im Lake District überführt. Dort unternahm er am 7. Oktober einen ersten Fluchtversuch. Zu Fuß konnte er sich sieben Tage lang vor seinen Verfolgern verstecken, bis er gefasst wurde. Anschließend wurde er in das Lager Swanwick in Derbyshire verlegt, von wo er am 20. Dezember 1940 einen zweiten Fluchtversuch unternahm. Verkleidet als niederländischer Pilot schaffte er es bis in die Kanzel eines bereitstehenden Kampfflugzeugs auf einem nahe gelegenen Flugplatz der Royal Air Force in Hucknall, wurde jedoch erneut gefasst.
Am 10. Januar 1941 verlegten die Briten einen Großteil ihrer Gefangenen mit der Duchess of York nach Kanada. Während eines Bahntransports in Kanada unternahm von Werra in der Nähe der Stadt Smiths Falls seinen dritten, diesmal erfolgreichen Fluchtversuch. Er konnte sich über den gefrorenen St.-Lorenz-Strom in die damals noch neutralen Vereinigten Staaten retten und gelangte über Südamerika, Afrika, Spanien und Italien zurück nach Deutschland, das er im April 1941 erreichte. Anlässlich des Medienrummels um seine Person in Amerika ließ er sich „Baron Franz von Werra“ nennen.

### Tod
Ab Juni flog er wieder als Jagdflieger, diesmal zunächst im Russlandfeldzug. Nach der Hochzeit mit seiner Freundin Elfi Traut am 22. August 1941 wurde er zum Hauptmann befördert. Im Herbst 1941 wurde er Kommandeur der I. Gruppe des Jagdgeschwaders 53 (JG 53 „Pik As“) beim Küstenschutz in den Niederlanden, um britische Bomber zu bekämpfen. Am 25. Oktober versagte bei einem Aufklärungsflug bei Katwijk über der Nordsee der Motor seines Flugzeugs. Seine Maschine stürzte ins Wasser und versank sofort. Seine leibliche Familie, insbesondere seinen damals noch lebenden Vater Leo Baron von Werra, lernte er im Gegensatz zu seiner Schwester Emma nicht mehr kennen.

## Darstellung in Filmen
Die Geschichte der Flucht Franz von Werras war 1957 Thema des britischen Spielfilms The One That Got Away (deutscher Titel Einer kam durch), in dem Hardy Krüger die Hauptrolle spielte. Der Film beruhte auf dem gleichnamigen Sachbuch von Kendal Burt und James Leasor aus dem Jahr 1956. Im Jahr 2002 griff der Schweizer Regisseur Werner Schweizer die Geschichte des Fliegers erneut auf. In dem Dokumentarfilm Von Werra stellt er den Lebenslauf seines Protagonisten dem seines späteren Darstellers Hardy Krüger gegenüber.